# Черников, Борис Иванович
Борис Иванович Черников(1868 — не ранее 1916) — волостной писарь, депутат Государственной думы I созыва от Рязанской губернии.

## Биография

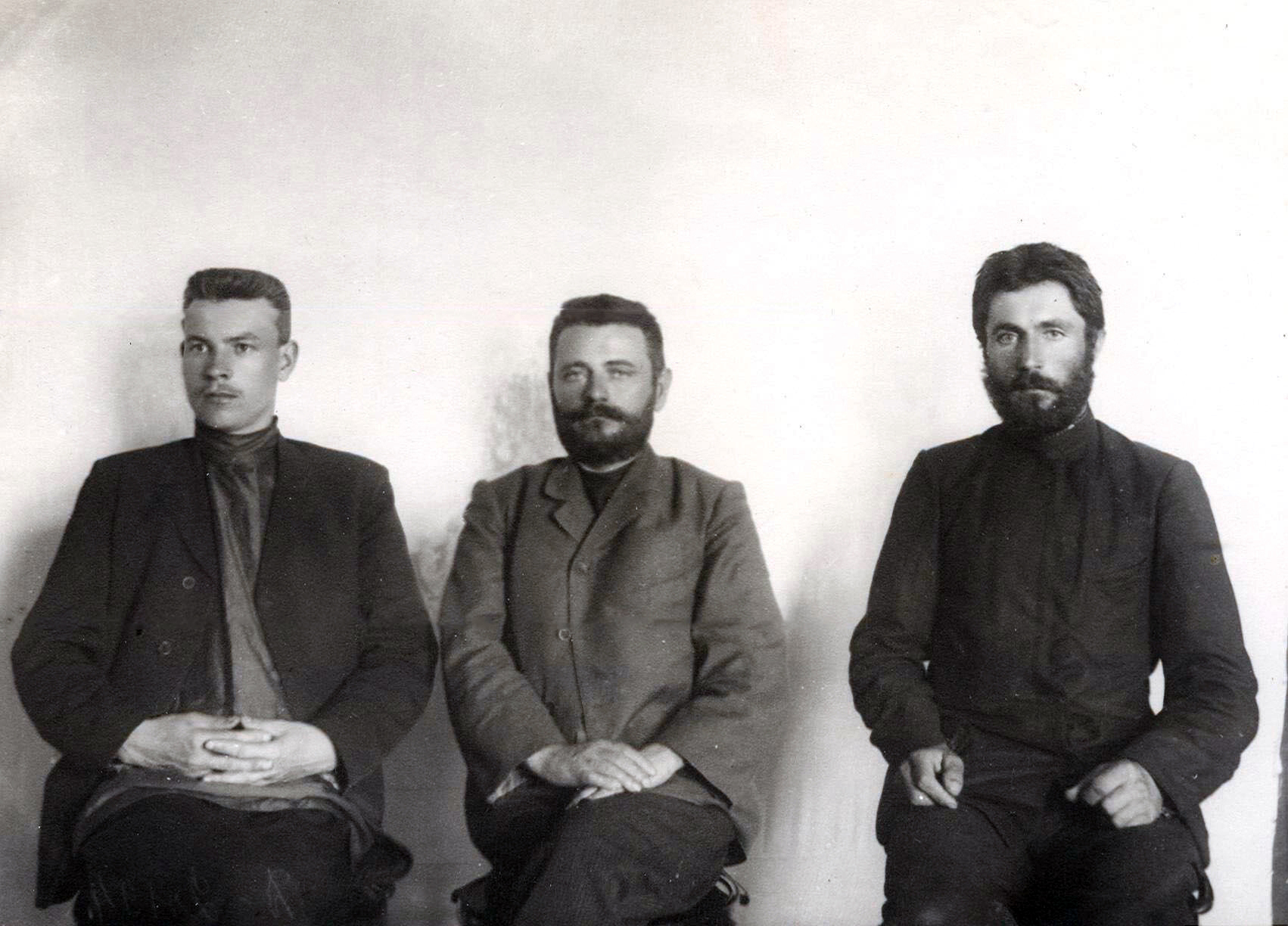
Б.И. Черников (в центре) в Государственной Думе, 1906 год

Крестьянин села Снежетка Раненбургского уезда Рязанской губернии. Выпускник народной начальной школы. 17 лет служил волостным писарем в Крючковской волости Раненбургского уезда.
15 апреля 1906 года избран в Государственную думу I созыва от общего состава выборщиков Рязанского губернского избирательного собрания. По сведениям современных источников входил в Трудовую группу, однако сами трудовики в своем издании «Работы Первой Государственной Думы» относят Черникова к беспартийным. Поставил свою подпись под заявлением о создании Комиссии об исследовании незаконных действий должностных лиц. Выступил при обсуждении аграрного вопроса.
Дальнейшая судьба и дата смерти неизвестны.